# Atilio Cremaschi
Atilio Cremaschi Oyarzún, mais conhecido como Atilio Cremaschi (8 de março de 1923 - 3 de setembro de 2007), foi um futebolista chileno. Ele competiu na Copa do Mundo FIFA de 1950, sediada no Brasil.